# Вудбери, Джоан
Джоа́н Ву́дбери (англ. Joan Woodbury), полное имя Джоан Элмер Вудбери (англ. Joan Elmer Woodbury; 17 декабря 1915, Лос-Анджелес, Калифорния — 22 февраля 1989, Дезерт-Хот-Спрингс, Калифорния) — американская киноактриса 1930—1950-х годов.
Вудбери сыграла главные роли в таких криминальных фильмах и фильмах ужасов категории В, как «Таверна негодяев» (1936), «Жизнь в любви» (1937), «Чарли Чан на Бродвее» (1937), «Алжир» (1938), «Крушить Голливуд» (1938), «Король зомби» (1941), «Бумажные пули» (1941), «Живой призрак» (1942), «Отчаянные» (1943) и «Китайский кот» (1944). Одной из самых известных её работ в кино стала роль заглавной героини в детективном киносериале «Бренда Старр, репортёр» (1945).

## Ранние годы жизни и начало карьеры
Джоан Вудбери родилась 17 декабря 1915 года в Лос-Анджелесе в семье с датскими, английскими и индейскими корнями. Её отец был совладельцем двух гостиниц в Пасадине, а мать — эстрадной и театральной актрисой, которая в 1907 году была удостоена титула королевы на третьем Параде роз в Пасадине. Семья входила в высшее общество Лос-Анджелеса, Пасадины и Сан-Франциско. С детства Джоан стала танцевать на различных голливудских мероприятиях. Впервые она сыграла в кино в шесть лет. Как было написано в газете New York Tribune от 4 сентября 1921 года, «фильм Оливера Мороско „Полукровка“ выйдет через кинокомпанию First National. Среди занятых в нём актёров в числе прочих Джоан Элмер Вудбери». В 1925 году, когда Джоан было 10 лет, родители развелись, определив её в школу-интернат при монастыре в Сан-Франциско, где она провела семь лет. Позднее Джоан окончила среднюю школу в Голливуде.
В начале 1930-х годов Джоан выступала с сольным номером в танцевальной группе эстрадного шоу на курорте Agua Caliente Casino and Resort в Тихуане, Мексика, который был популярным местом развлечения голливудской элиты. В 1936 году на неё обратили внимание как «на умелую танцовщицу, которая также сочиняет и ставит собственные танцы, пишет стихи и песни, говорит на пяти языках, разрабатывает дизайн своей одежды и отлично фехтует. Помимо этого, она отлично сидит в седле, имея множество почётных наград за участие в лошадиных шоу». В 1936 году Вудбери избирают примой-балериной балетной труппы, которая принимает участие в «Опере под звёздами» в рамках оперного фестиваля в концертном зале Голливуд-боул.

## Карьера в кинематографе
Благодаря привлекательной внешности и мастерству в испанских танцах Вудбери привлекла внимание агента по поиску талантов, который пригласил её попробовать свои силы в кинематографе. В 1934 году 19-летняя Вудбери дебютировала на большом экране (без указания в титрах) в мелодраме «Восемь девушек в лодке» (1934), сыграв в том же году эпизодические роли в фильмах «Загадка графа Монте-Кристо» (1934) и «Одно увлекательное приключение» (1934). В 1935 году Вудбери сыграла уже в девяти фильмах, среди которых вестерн про Хапалонга Кэссиди «Орлиное племя» (1935) на студии Paramount Pictures, где она сыграла свою первую крупную роль (в титрах она была указана как Нана Мартинес). Как отметил историк жанра вестерн Чак Андерсон, «к сожалению, в середине фильма её убивают бандиты». Свою первую главную роль она сыграла в паре с «полынной звездой» Тимом Маккоем (в двойной роли) в вестерне «Бульдожья отвага» (1935). В 1935 году Вудбери также появилась в небольших ролях (без указания в титрах) в таких успешных картинах, как фильм ужасов «Невеста Франкенштейна» (1935), приключенческая мелодрама «Зов предков» (1935) и детектив «Чарли Чен в Шанхае» (1935). В 1936 году Вудбери получила роль главной героини в вестерне «Песня гринго» (1936) с «поющим радиоковбоем» Тексом Риттером в его первой кинороли, где она также пела и исполняла мексиканский народный танец, а также ещё в одном вестерне с Маккоем — «Логово льва» (1936). В том же году у Вудбери была одна из главных ролей члена банды грабителей драгоценностей в криминальной мелодраме «Таверна негодяев» (1936).
В январе 1937 года Западная ассоциация рекламодателей в кинематографе провела конкурс, в ходе которого кинопроизводители отобрали среди 430 наиболее перспективных начинающих актрис 13 будущих звёзд, и одной из победительниц оказалась Вудбери. В течение года Вудбери сыграла в 10 фильмах, наиболее значимыми среди которых были детектив «Чарли Чан на Бродвее» (1937), где она «притягивала к себе взгляды исполнением страстного танца», криминальная комедия «Сорок плохих девушек» (1937), романтическая комедия «Жить в любви» (1937), приключенческая мелодрама «Удача в Роуринг-Кэмп» (1937) и криминальная мелодрама «Полночный суд» (1937).
В январе 1938 года репортёр Джимми Фидлер назвал Вудбери «одной из самых многообещающих молодых голливудских актрис», которая играет свою первую главную роль молодой певицы в музыкальной криминальной комедии RKO Pictures «Ночная точка». По словам журналиста, «она наслаждается успехом как романтическая актриса, но мечтает стать танцевальной звездой». В криминальной комедии RKO Pictures «Разбивая Голливуд» (1938) Вудбери снова сыграла главную женскую роль начинающей актрисы, которая вместе со своим возлюбленным молодым сценаристом и парой преступников делает фильм о главаре мафии. В том же году Вудбери сыграла важную роль подруги главной героини в криминальной мелодраме «Алжир» (1938) с участием Шарля Буайе и Хэди Ламарр, которая была удостоена четырёх номинаций на «Оскар», а также появилась в главных ролях или ролях второго плана в шпионском триллере «Шифровальное бюро» (1938) и криминальной мелодраме «Пока Нью-Йорк спит» (1938). В 1939 году после детектива «Тайна белой комнаты» (1939) Вудбери взяла паузу в съёмках.
Вернувшись в кино после 18-месячного отсутствия в сентябре 1940 года, она сыграла на студии Metro-Goldwyn-Mayer небольшую роль молодой индианки Мелоди в комедийном вестерне «Иди на Запад» (1940) с участием братьев Маркс. В 1941 году вышло восемь фильмов с её участием, в том числе музыкальный вестерн Republic Pictures «В старом Шайенне» (1941) с Роем Роджерсом, где она сыграла главную женскую роль, и вестерн Twentieth Century Fox «Скачи, ковбой» (1941) с Сесаром Ромеро, где у неё была роль второго плана. Сыграв одну из главных ролей певицы в ночном клубе в музыкальной комедии «Две латинонамериканки из Манхэттена» (1941), Вудбери обратилась к жанру криминальных мелодрам с такими лентами, как «Признания Бостонского Блэки» (1941), «Я убил этого человека» (1941) с Рикардо Кортесом и «Я продам свою жизнь» (1941), где Вудбери «снова демонстрирует своё танцевальное и музыкальное мастерство». В фильме нуар «Бумажные пули» (1941) Вудбери сыграла главную роль сироты, которую влиятельные люди обманом уговаривают принять на себя вину в наезде на пешехода, который она не совершала. Выйдя из тюрьмы, она быстро становится влиятельной фигурой в криминальном мире, после чего жестоко мстит своим обидчикам. В хоррор-комедии «Король зомби» (1941) Вудбери исполнила главную женскую роль красивой племянницы коварного доктора Сангре, который на небольшом острове в Карибском море с помощью гипноза пытается выяснить военные секреты у похищенного им американского генерала. Когда на острове совершает вынужденную посадку американский военный самолёт, героиня Вудбери помогает членам его экипажа спастись и освободить пленного генерала.
В 1942 году Вудбери сыграла главные роли в восьми фильмах, среди них детективная мелодрама «Призрак-убийца» (1942), детективный хоррор «Живой призрак» (1942), романтическая мелодрама «Янки в Ливии» (1942), музыкальный вестерн «Серенада на закате» (1942) с Роем Роджерсом, криминальная комедия «Человек из штаба» (1942) и комедийный вестерн Columbia Pictures «Закрой мой большой рот» (1942) с Джо Е. Брауном. Год спустя Вудбери сыграла роли второго плана в музыкальной мелодраме Warner Bros «Трудный путь» (1943) и романтической комедии Columbia Pictures «Отчаянные» (1943), а также главные роли в фильмах категории В — комедии «А вот и Келли» (1943) и криминальной мелодраме «С законом не поспоришь» (1943). В 1944 году в криминальной комедии про Чарли Чана «Китайский кот» (1944) Вудбери сыграла главную женскую роль падчерицы убитого бизнесмена, связанного с нелегальной торговлей бриллиантами, которая нанимает Чана и помогает ему в расследовании. Она также сыграла роль второго плана в криминальной мелодраме Columbia «Свистун» (1944).
В 1945 году Вудбери сыграла в пяти фильмах, среди них два вестерна — «Северо-западный путь» (1945) и «Пламя Запада» (1945). В «Зеверо-западном пути» (1945) с Бобом Стилом в главной роли королевского конного полицейского Вудбери предстала в образе волевой и своенравной героини, продемонстриров своё мастерство наездницы. Как отмечает Андерсон, «она проводит много времени в седле, и можно видеть, как она сама скачет на большой скорости». В ленте «Пламя Запада» (1945) Вудбери в роли хорошей и плохой королевы танцпола Поппи Рэнд демонстрирует «свои актёрские способности, включая комические, а также много жёсткости и щегольства».
Как отмечает историк кино Гэри Брамбург, «одним из самых ярких моментов в карьере Вудбери» была заглавная роль в киносериале Columbia Pictures «Бренда Старр, репортёр» (1945), где она «выдала прекрасную живую игру в роли бесстрашной героини», журналистки Daily Flash, которая ведёт поиски похищенной гангстерами крупной суммы денег. Позднее Вудбери вспоминала о фильме: «Он делался во время войны, и все были голодны, включая меня. Мой бывший муж ушёл на войну. Я осталась с маленькой дочерью. Поэтому я хваталась за всё, за что только можно, и поверьте мне, я была благодарна за всё, что мне доставалось. Это был сериал из 13 эпизодов, который снимался за 21 день! Единственная причина, почему меня взяли на роль, это тот факт, что я могу выучить текст достаточно быстро, чтобы снять всё одним дублем. Самая памятная вещь произошла в последний день съёмок, когда за павильоном уже был выставлен солидный бар. Все ждали скорейшего завершения, чтобы начать праздновать! Но у меня было 19 страниц текста, которые я должна была произнести без партнёра. Очень важно, чтобы актёр тебе отвечал, тогда у тебя есть возможность импровизировать на его импровизациях. Но когда тебе никто не отвечает, тебе не с кем импровизировать. Так что я посмотрела на страницу и сказала: „Ок, давайте сделаем это“, я взяла телефонную трубку и произнесла текст. Я записала все 19 страниц одним дублем, потому что они убили бы меня, если бы я это не сделала, когда их ждала такая выпивка… Однако с тех пор мне более не хотелось играть в сериалах со сценарием как телефонная книга». Хэл Эриксон также отметил, что Вудбери «не позволила фильму выйти за рамки установленного бюджета, сыграв сложную пятиминутную сцену с одного дубля — заслужив тем самым спонтанные аплодисменты от членов творческой группы».
До конца 1940-х годов Вудбери сыграла ещё в пяти фильмах, среди них фильм нуар «Дело Арнело» (1947) на MGM, главная женская роль в детективе Republic Pictures «Янки-факир» (1947) и роль второго плана в криминальной мелодраме Columbia Pictures «Китайское предприятие Бостонского Блэки» (1949). После шестилетнего перерыва Вудбери вернулась в кино, сыграв в библейской драме «Десять заповедей» (1956), куда её устроил муж актёр и ассистент продюсера фильма Генри Вилкоксон, который был близким другом режиссёра Сесила Б. Де Милля. В сцене оргии с Золотым тельцом Вудбери сыграла жену Кора, верховную жрицу Золотого тельца, которая в танце трётся об идол своим лицом, волосами и телом. Последней актёрской работой Вудбери стала роль второго плана в фантастическом фильме «Путешественники во времени» (1964), где она сыграла предводительницу андроидов в мире будущего.

## Последующая карьера
Наряду с работой в кино Вудбери также продолжала заниматься танцами, в 1944 году открыв свою танцевальную школу. А в 1949 году Вудбери вместе с мужем, актёром Генри Вилкоксоном организовала танцевальную группу Stars on the Cob для выступлений в госпиталях и сбора средств в благотворительные фонды, в которую вошли, в частности, Джейн Пауэлл, Лекс Баркер, Ронда Флеминг, Шила Райан и другие актёры.
С 1950 года Вудбери вместе с мужем начала организовывать и ставить спектакли в своей гостиной для 18 человек. Вскоре её домашний театр перерос в небольшой театр Wilcoxon Group Players в Санта-Монике. В мае 1953 года вместе с мужем Вудбери организовала небольшой театр, актёры которого в современных костюмах разыгрывали спектакли в 132 церквях в Южной Калифорнии с целью сбора средств на благотворительные цели.
В 1963 году после ухода из кино Вудбери приняла участие в создании театра Valley Players Guild в Палм-Спрингс, где ставились спектакли с участием актёров-ветеранов. На протяжении 25 лет она была продюсером, постановщиком и актрисой более чем в 120 постановках театра. Позднее общественная организация The Desert Theater League в Палм-Спринс, целью которой является поддержка местных театров, учредила специальную премию Джоан Вудбери, которая «названа в честь женщины, которая основала и делала всё для старой Valley Players Guild».
В 1963—1964 годах на одном из местных телеканалов Вудбери вела телепрограмму «Приключение в искусстве».

## Актёрское амплуа и оценка творчества
Как пишет историк кино Хэл Эриксон, Джоан Вудбери была «высокой, привлекательной актрисой, которая начинала карьеру как была профессиональная танцовщица, а в начале 1930-х годов в 19-летнем возрасте ушла в кино». В 1938 году репортёр Пол Харрисон написал, что Вудбери «ворвалась в кино как испанская танцовщица, и обычно играет латинские роли».
Как отмечено в «Нью-Йорк Таймс», Вудбери «играла в десятках низкобюджетных фильмов в широком спектре ролей, став известной как голливудская ведущая актриса фильмов категории В». По свидетельству Гэри Брамбурга, в начале карьеры Вудбери «играла лишь атмосферные эпизодические роли разнообразных танцовщиц, барменш, секретарш и тому подобное. Когда она поднялась до уровня главных ролей, её персонажи часто демонстрировали экзотический (испанский, французский или азиатский) шарм. За полтора десятка лет с 1934 по 1949 год она смогла сыграть целую плеяду темпераментных дам и подружек».
По словам Хэла Эриксона, «работая почти исключительно в фильмах категории В, Вудбери была не особенно высокого мнения об уровне своего „искусства“, и у неё вызывало отвращение любое обращение с ней как со звездой». Как отметил киновед, «хотя она утверждала, что как актриса она никогда не зарабатывала более 300 долларов в неделю, Вудбери была глубоко профессиональной актрисой, относясь даже к самой жалкой роли как к важной работе».
Как написал историк кино Чак Андерсон, «кинокарьера Вудбери охватила около 30 лет, в течение которых она снялась в 80 фильмах, однако подавляющее большинство своих ролей она сыграла в период между 1935 и 1946 годами. Она часто играла главные роли в фильмах категории В…,и иногда играла вторую или третью женскую роль в фильмах категории А». По мнению Андерсона, «её самая памятная киноработа — это главная роль в детективном киносериале из 13 эпизодов „Бренда Старр, репортёр“ на студии Columbia в 1945 году». Среди других заметных её работ — четыре фильма про Чарли Чена, один «Свистун» с Ричардом Диксом и последний фильм с Честером Моррисом из цикла про Бостонского Блэки. Кроме того, Вудбери сыграла почти в дюжине вестернов с такими звёздами жанра, как Уильям Бойд, Джонни Мэк Браун, Рэндольф Скотт, Текс Риттер, Боб Стил, Сесар Ромеро, Рой Роджерс и Тим Маккой.
В январе 1983 года в интервью Бобу Понтсу для журнала Favorite Westerns Вудбери говорила: «Если бы у меня была возможность управлять своей судьбой, я бы отправилась в Нью-Йорк изучать театральное мастерство и потом поступила бы в театр, где продолжала бы изучать свою профессию. Никакое количество фильмов не может научить никого искусству актёрской игры. Этому можно научиться только на сцене. Но была депрессия, у нас не было денег и иногда было мало еды, и потому я взялась за первую работу, которую смогла получить, и пошла танцевать в ночной клуб, что в конце концов привело меня к киноролям… Более всего я сожалею о том, что не смогла сыграть ни в одной в бродвейской постановке».
Как далее вспоминала актриса, «с 1960 года, когда я ушла из Голливуда и из кино, чтобы жить в пустыне, я стала жить со своей первой любовью, с театром. В течение пяти лет я была театральным режиссёром и хореографом оперных постановок в театре Redlands Bowl в калифорнийском Рэдлендсе. В 1950 году в Санта-Монике я основала театр Wilcoxon Group Players, а в 1963 году — Valley Players Guild, коммунальный театр, который открыл уже свой 20-й сезон. Я по-прежнему, играю как актриса, ставлю спектакли как режиссёр и работаю как продюсер».

## Личная жизнь
Джоан Вудбери была замужем дважды. В 1938 году она познакомилась и вскоре вышла замуж за актёра Генри Вилкоксона, с которым работала в фильме «Преследующая опасность» (1939). В браке с Вилкоксоном в неё родилось три дочери — Венди Джоан (1939), Хэзер Энн (1947) и Сесилия Доун (1950). В апреле 1942 года Вудбери отказалась от трёх бродвейских предложений, чтобы быть с мужем, который служил в Береговой охране на Западном побережье. После рождения детей Вудбери стала играть очень редко, чтобы больше уделять времени семье. В 1969 году Вудбери и Вилкоксон развелись.
В 1971 году Вудбери вышла замуж за актёра и радиоведущего Чарлза Рэймонда Митчелла, с которым прожила до своей смерти.

## Смерть
В конце жизни Вудбери заболела туберкулёзом. Она умерла 22 февраля 1989 года в возрасте 73 лет в Дезерт-Хот-Спрингс, Калифорния, от дыхательной недостаточности.

## Фильмография
| Год  |     | Русское название                  | Оригинальное название            | Роль                                               |
| ---- | --- | --------------------------------- | -------------------------------- | -------------------------------------------------- |
| 1934 | ф   | Одно увлекательное приключение    | One Exciting Adventure           | девушка                                            |
| 1934 | ф   | Восемь девушек в лодке            | Eight Girls in a Boat            | школьница (в титрах не указана)                    |
| 1934 | ф   | Загадка графа Монте-Кристо        | The Count of Monte Cristo        | танцующая девушка (в титрах не указана)            |
| 1935 | ф   | Орлиный выводок                   | The Eagle's Brood                | Долорес (в титрах указана как Нана Мартинес)       |
| 1935 | ф   | Сражающийся трус                  | The Fighting Coward              | Мэри Расселл                                       |
| 1935 | ф   | Бульдожья отвага                  | Bulldog Courage                  | Хелен Бреннан                                      |
| 1935 | ф   | Фолли Бержер                      | Folies Bergère de Paris          | девушка в баре (в титрах не указана)               |
| 1935 | ф   | Невеста Франкенштейна             | Bride of Frankenstein            | королева (в титрах не указана)                     |
| 1935 | ф   | Зов предков                       | Call of the Wild                 | девушка из шоу (в титрах не указана)               |
| 1935 | ф   | Чарли Чан в Шанхае                | Charlie Chan in Shanghai         | танцовщица в кафе «Версаль» (в титрах не указана)  |
| 1935 | ф   | Хармони-лейн                      | Harmony Lane                     | французская певица (в титрах не указана)           |
| 1935 | кор | Окей, Хозе                        | Okay, José                       | танцовщица (в титрах не указана)                   |
| 1936 | ф   | Таверна негодяев                  | The Rogues' Tavern               | Глория Роблофф                                     |
| 1936 | ф   | Логово льва                       | The Lion's Den                   | Энн Мервин                                         |
| 1936 | ф   | Песня гринго                      | Song of the Gringo               | Лолита Вэлл                                        |
| 1936 | ф   | Опасные воды                      | Dangerous Waters                 | девушка в баре Валпараисо (в титрах не указана)    |
| 1936 | ф   | Антони-неудачник                  | Anthony Adverse                  | танцующая девушка-полукровка (в титрах не указана) |
| 1936 | ф   | Чарли Чан в опере                 | Charlie Chan at the Opera        | танцовщица в опере (в титрах не указана)           |
| 1937 | ф   | Полночный суд                     | Midnight Court                   | Чикита                                             |
| 1937 | ф   | Вот идёт моя девушка              | There Goes My Girl               | Марго Уитни                                        |
| 1937 | ф   | Супер-сыщик                       | Super-Sleuth                     | Дорис Дуэйн                                        |
| 1937 | ф   | Сорок плохих девушек              | Forty Naughty Girls              | Рита Марлоу                                        |
| 1937 | ф   | Чарли Чан на Бродвее              | Charlie Chan on Broadway         | Мэри Коллинз, она же миссис Томас Митчелл          |
| 1937 | ф   | Жизнь в любви                     | Living on Love                   | Эдит Крамвелл                                      |
| 1937 | ф   | Счастье ревущего лагеря           | The Luck of Roaring Camp         | Элси                                               |
| 1937 | ф   | Божья страна и женщина            | God's Country and the Woman      | француженка в лифте (в титрах не указана)          |
| 1937 | ф   | Ничей ребёнок                     | Nobody's Baby                    | танцовщица на замене (в титрах не указана)         |
| 1937 | ф   | Они дали ему ружье                | They Gave Him a Gun              | Тото, француженка (в титрах не указана)            |
| 1938 | ф   | Разбивая Голливуд                 | Crashing Hollywood               | Барбара Лэнг                                       |
| 1938 | ф   | Алжир                             | Algiers                          | Айша                                               |
| 1938 | ф   | Ночная точка                      | Night Spot                       | Мардж Декстер                                      |
| 1938 | ф   | Муж по паспорту                   | Passport Husband                 | Кончита Монтес                                     |
| 1938 | ф   | Шифровальное бюро                 | Cipher Bureau                    | Тереза Брам                                        |
| 1938 | ф   | Всегда в беде                     | Always in Trouble                | Перл Массендорфер                                  |
| 1938 | ф   | Пока Нью-Йорк спит                | While New York Sleeps            | Нора Паркер                                        |
| 1939 | ф   | Тайна белой комнаты               | Mystery of the White Room        | Дида Хейнс                                         |
| 1939 | ф   | Преследующая опасность            | Chasing Danger                   | Хазила                                             |
| 1940 | ф   | Безумства на скотном дворе        | Barnyard Follies                 | Долли                                              |
| 1940 | ф   | На Запад                          | Go West                          | Мелоди (в титрах не указана)                       |
| 1941 | ф   | В старом Шайенне                  | In Old Cheyenne                  | Делла Кейси / Долорес Казино                       |
| 1941 | ф   | Скачи, ковбой                     | Ride on Vaquero                  | Долорес                                            |
| 1941 | ф   | Король зомби                      | King of the Zombies              | Барбара Уинслоу                                    |
| 1941 | ф   | Бумажные пули                     | Paper Bullets                    | Рита Адамс                                         |
| 1941 | ф   | Две латинамериканки из Манхеттана | Two Latins from Manhattan        | Лоис Морган                                        |
| 1941 | ф   | Я убил этого человека             | I Killed That Man                | Джери Рейнольдс                                    |
| 1941 | ф   | Я продам свою жизнь               | I’ll Sell My Life                | Валенсия Дункан                                    |
| 1941 | ф   | Признания Бостонского Блэки       | Confessions of Boston Blackie    | Мона                                               |
| 1942 | ф   | Человек из штаба                  | Man from Headquarters            | Энн Вестон                                         |
| 1942 | ф   | Закрой мой большой рот            | Shut My Big Mouth                | Мария                                              |
| 1942 | ф   | Соус для гуся                     | Sauce for the Gander             | миссис Таппер                                      |
| 1942 | ф   | Доктор Бродвей                    | Dr. Broadway                     | Марджи Дав                                         |
| 1942 | ф   | Любимица флота                    | Sweetheart of the Fleet          | Китти Лесли                                        |
| 1942 | ф   | Янки в Ливии                      | A Yank in Libya                  | Нэнси Брукс-Грэм                                   |
| 1942 | ф   | Серенада на закате                | Sunset Serenade                  | Вера мартин                                        |
| 1942 | ф   | Призрак-убийца                    | Phantom Killer                   | Барбара Мейсон                                     |
| 1942 | ф   | Живой призрак                     | The Living Ghost                 | Билли Хилтон                                       |
| 1943 | ф   | С законом не поспоришь            | You Can't Beat the Law           | Эми Данкан                                         |
| 1943 | ф   | Отчаянные                         | The Desperadoes                  | Сандаун                                            |
| 1943 | ф   | А вот и Келли                     | Here Comes Kelly                 | Марджи Бёрк                                        |
| 1943 | ф   | Трудный путь                      | The Hard Way                     | Мария (в титрах не указана)                        |
| 1944 | ф   | Китайский кот                     | Charlie Chan in The Chinese Cat  | Леа Мэннинг                                        |
| 1944 | кор | Бонни Лэсси                       | Bonnie Lassie                    | Лилит                                              |
| 1944 | ф   | Свистун                           | The Whistler                     | Антуанетта «Тони» Вигран (в титрах не указана)     |
| 1945 | ф   | Бренда Старр, репортёр            | Brenda Starr, Reporter           | Бренда Старр                                       |
| 1945 | ф   | Приведите девушек                 | Bring on the Girls               | Глория                                             |
| 1945 | ф   | Танец за десять центов            | Ten Cents a Dance                | Бейб                                               |
| 1945 | ф   | Пламя Запада                      | Flame of the West                | Поппи Рэнд                                         |
| 1945 | ф   | Северо-Западный путь              | Northwest Trail                  | Кэтрин Оуэнс                                       |
| 1945 | ф   | Дело Арнело                       | The Arnelo Affair                | Клэр Лоррисон                                      |
| 1946 | ф   | Голубые небеса                    | Blue Skies                       | Фло (в титрах не указана)                          |
| 1947 | ф   | Янки-факир                        | Yankee Fakir                     | Мэри Мейсон                                        |
| 1948 | ф   | А вот и проблема                  | Here Comes Trouble               | Бабблз Ляру                                        |
| 1949 | ф   | Китайское дело Бостонского Блэки  | Boston Blackie's Chinese Venture | Ред, девушка в баре                                |
| 1956 | ф   | Десять заповедей                  | The Ten Commandments             | Жена Корея                                         |
| 1956 | ф   | Приходите следующей весной        | Come Next Spring                 | Мелинда Литтл (в титрах не указана)                |
| 1964 | ф   | Путешественники во времени        | The Time Travelers               | Гадра                                              |